# Exército Rohingya de Arracão
O Exército Rohingya de Arracão (em inglês:  Arakan Rohingya Army, ARA) é um grupo insurgente da etnia rohingya  fundado por Nabi Hossain e Abdullah Kane.

## Formação
Formado em Setembro de 2020, o Exército Rohingya de Arracão afirmou que os seus combatentes estavam baseados no estado de Rakhine e que prometia direitos iguais para todos. Os seus líderes, Nabi Hossain e Abdullah Kane, são procurados pelas autoridades do Bangladesh por tráfico de drogas e atividades semelhantes à máfia.  

## Conflito
Começou a lutar contra o Exército de Salvação dos Rohingya de Arracão depois que o ativista pacifista, Mohib Ullah, foi supostamente morto por este último grupo em 29 de setembro de 2021.
Em 6 de fevereiro de 2024, o Exército de Arracão e a Organização de Solidariedade Rohingya cooperaram num ataque conjunto contra o Exército Rohingya de Arracão, que capturou um acampamento da Polícia da Guarda de Fronteira ao longo da fronteira entre Bangladesh e Mianmar durante a Ofensiva de Rakhine. Durante o mês de Abril, a Exército de Salvação dos Rohingya de Arracão e o Exército Rohingya de Arracão lutaram alegadamente com o Tatmadaw contra o Exército de Arracão em Buthidaung, onde incendiaram casas e raptaram civis. De acordo com declarações tanto dos refugiados rohingya quanto do Exército de Arracão, o Exército Rohingya de Arracão recruta à força jovens para lutar com os militares miamarenses.